# Солчино (Тамбовская область)
Солчино — деревня в Пичаевском районе Тамбовской области России. 
Входит в Егоровский сельсовет.

## География
Расположена у восточных окраин села Заречье, в 2 км к северу от райцентра, села Пичаево, и в 78 км к северо-востоку от Тамбова.

## Население
| 2002 | 2010 |
| ---- | ---- |
| 93   | ↘88  |

Согласно результатам переписи 2002 года, в национальной структуре населения русские составляли 97 % от жителей.